# Invasione italiana del Kosovo
L'invasione italiana del Kosovo, chiamata anche Operazione "Marita", fu un'invasione che ebbe luogo durante l'invasione della Jugoslavia, nella seconda guerra mondiale, quando i soldati italiani marciarono attraverso il Kosovo e occuparono la regione. Dopo l'invasione, si tenne una conferenza a Vienna (21-24 aprile 1941) e venne deciso che la maggior parte del territorio kosovaro sarebbe stato dato all'Albania controllata dagli italiani.

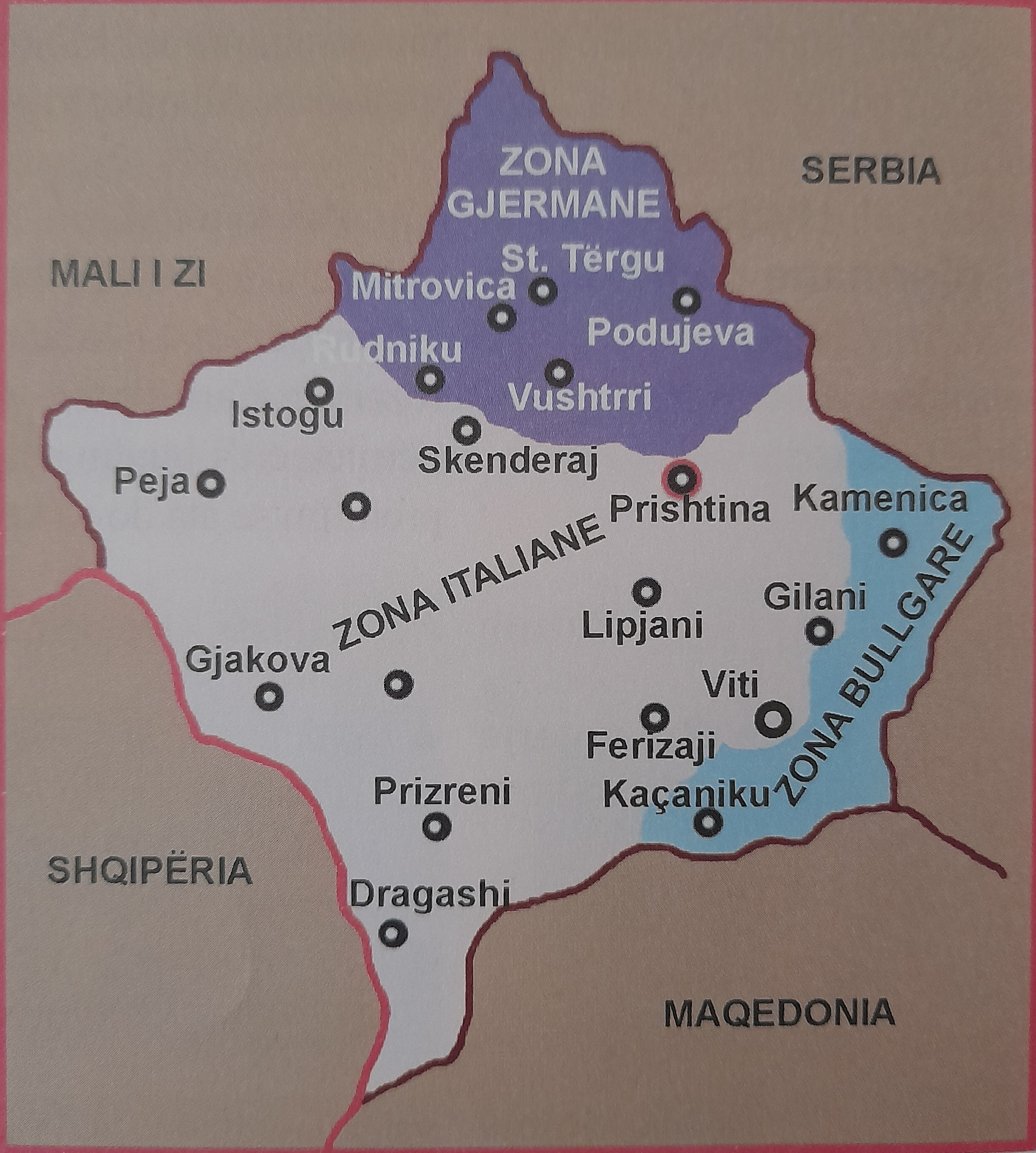
Mappa del Kosovo dopo le conferenze di Vienna; la parte in grigio chiaro è il territorio assegnato all'Albania controllata dall'Italia.

## Antefatti
Il 7 aprile 1939 le truppe italiane invasero l'Albania, cinque mesi prima dell'inizio della seconda guerra mondiale. La resistenza armata albanese contro gli italiani fu scarsa e, dopo una breve difesa, il paese fu occupato. Il 9 aprile 1939 Zog I, re degli Albanesi, fuggì in Grecia. Sebbene l'Albania fosse sotto una forte influenza italiana dal 1927, il leader politico italiano, Benito Mussolini, voleva il controllo diretto del paese per aumentare il suo prestigio e quello dell'Italia.
L'Albania divenne un protettorato italiano, subordinato agli interessi italiani, e Vittorio Emanuele III fu proclamato re d'Albania, creando un'unione personale con l'Italia. Dopo questa occupazione, Mussolini volle ottenere il sostegno della popolazione locale e cominciò ad interessarsi all'irredentismo albanese .
L'Albania ebbe una grande importanza culturale e storica per gli obiettivi nazionalisti dei fascisti italiani, poiché il territorio albanese aveva fatto parte per lungo tempo dell'Impero romano. Successivamente, durante l'Alto Medioevo, alcune zone costiere (come Durazzo) furono per molti anni influenzate e possedute dalle potenze italiane (principalmente dal Regno di Napoli e dalla Repubblica di Venezia). Il regime fascista italiano legittimò la sua rivendicazione sull'Albania attraverso studi che proclamavano l'affinità razziale degli albanesi e degli italiani. I fascisti italiani sostenevano che gli albanesi erano legati agli italiani attraverso l'eredità etnica.

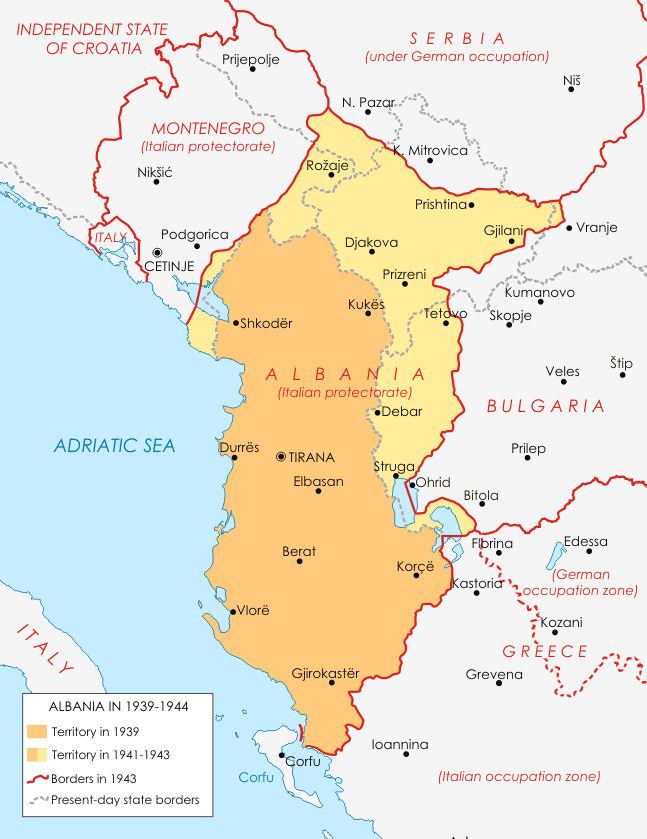
L'Albania durante la seconda guerra mondiale

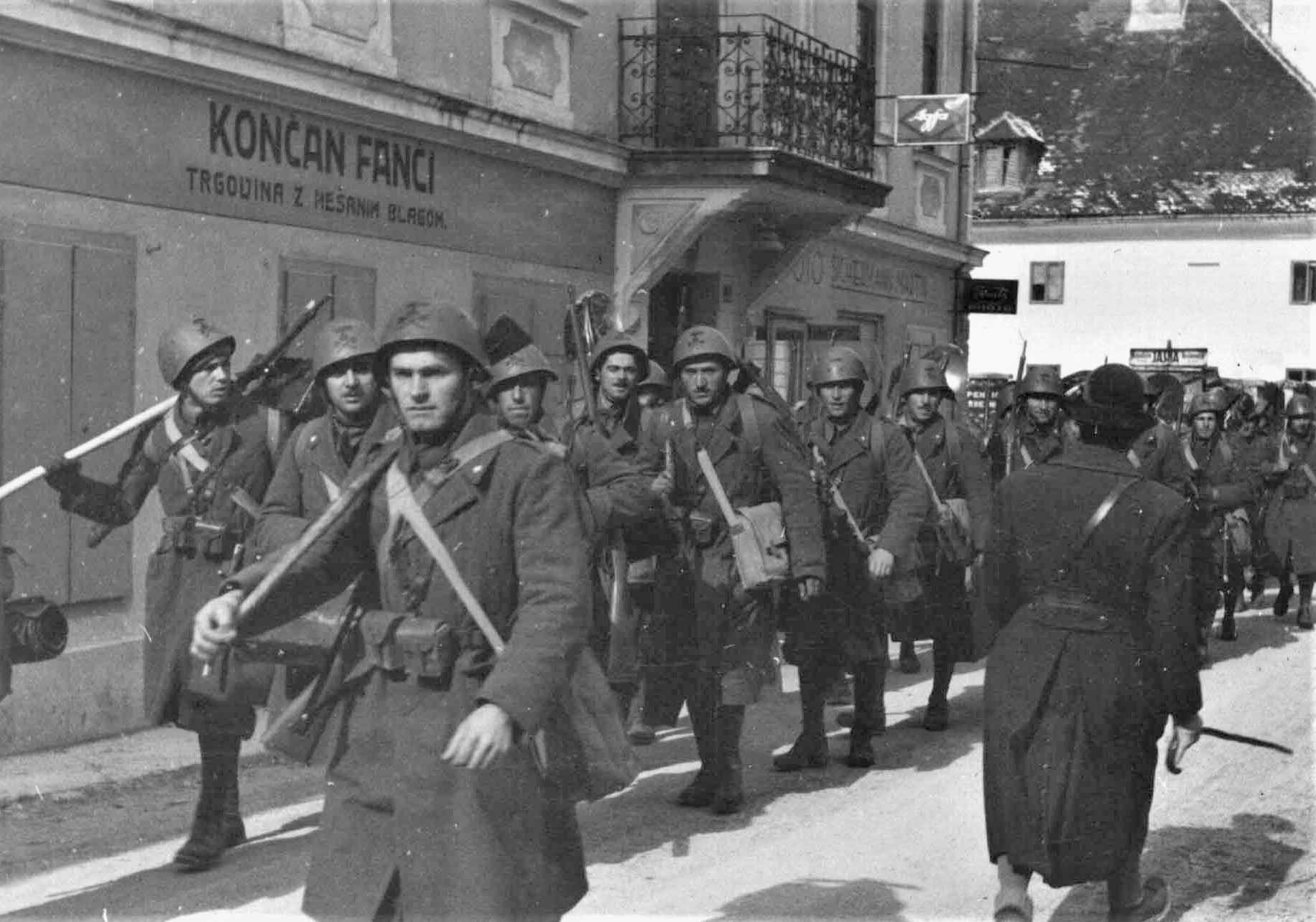
Soldati italiani entrano in Jugoslavia.

## Cronologia dell'invasione
Dopo aver respinto l'offensiva jugoslava in Albania, la 18ª Divisione di fanteria "Messina" prese Cetinje, Dubrovnik e Kotor il 17 aprile, incontrandosi con le unità italiane del Corpo motorizzato. Nella notte tra il 16 e il 17 aprile il III battaglione del 72º reggimento della 38ª divisione di fanteria "Puglie" entrò a Prizren che, in quel momento, stava venendo saccheggiata dalle retroguardie jugoslave le quali, dopo l'arrivo degli italiani, furono costrette immediatamente ad arrendersi. Tra il 17 e il 18 aprile gli italiani terminarono l’offensiva, con la conquista delle città più importanti del Kosovo,  fra cui Pristina, Peć e Đakovica.